# جيوفاني جوليتي
جيوفاني جوليتي (بالإيطالية: Giovanni Giolitti) سياسي إيطالي (27 أكتوبر 1842-17 يوليو 1928). تولى رئاسة الوزارة في إيطاليا خمس مرات، ولم يتولَّ أحد في إيطاليا رئاسة الحكومة خمس مرات غير جيوفاني جوليتي أمنتوري فانفاني.
في خريف عام 1911 (أثناء وزارته الرابعة) أعلن الحرب على الإمبراطورية العثمانية، وذلك بهدف غزو إيالة طرابلس الغرب (ليبيا).

## رئاسة الحكومة
- من 15 مايو 1892 إلى 15 ديسمبر 1893.
- من 3 نوفمبر 1903 إلى 12 مارس 1905.
- من 29 مايو 1906 إلى 11 ديسمبر 1909.
- من 30 مارس 1911 إلى 21 مارس 1914.
- من 15 يونيو 1920 إلى 4 يوليو 1921.

## دعم موسوليني
دعم بينيتو موسوليني بعد وصوله إلى السلطة عام 1922 اعتقاداً منه بأنه سيكون معتدلاً في سياساته، لكنه تراجع عن هذا الدعم عام 1924.

## روابط خارجية
- جيوفاني جوليتي على موقع الموسوعة البريطانية (الإنجليزية)